# Koemelkallergie
Koemelkallergie of koemelkeiwitallergie is een voedselallergie waarbij er sprake is van een ongewenste reactie op eiwitten uit koemelk door een abnormale reactie van het immuunsysteem van het lichaam. Koemelkallergie is de meest voorkomende voedselallergie bij baby’s. Koemelkallergie is iets anders dan lactose-intolerantie, het onvermogen om melksuiker te verteren.
Mensen die melkproducten mijden dienen, in verband met de opbouw van botten en tanden, voldoende alternatieve bronnen van calcium te benutten zoals groene bladgroenten, havermout en sojamelk. 

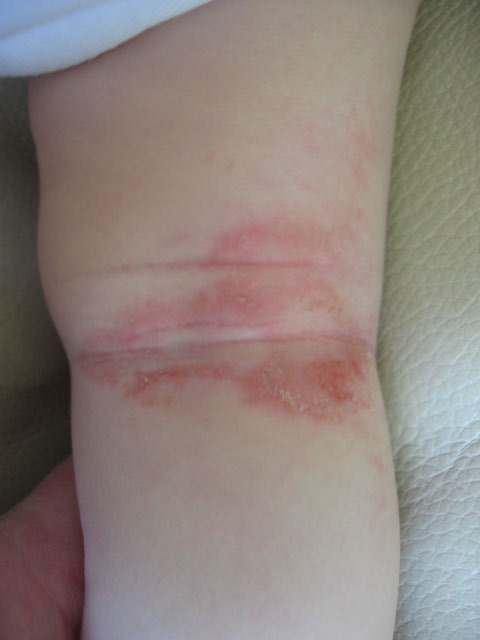
Eczeem in knieholte ten gevolge van koemelkallergie bij een baby van zeven maanden

## Zuigelingen
Koemelkallergie komt vooral bij zuigelingen veel voor. Dit komt doordat het maag-darmstelsel nog niet is volgroeid. Normaal worden de eiwitten uit koemelk in het maag-darmkanaal door enzymen in kleinere brokjes afgebroken. Doordat bij baby’s de darm nog niet optimaal werkt kunnen grotere, niet volledig verteerde eiwitten in het bloed terechtkomen. Bij de meeste kinderen kan dit geen kwaad, maar bij sommige kinderen gaat het lichaam antistoffen tegen deze eiwitten produceren. Dit kan leiden tot allergische reacties zoals eczeem, darmkramp, spugen en luchtwegklachten. 
Iets meer dan de helft van de kinderen met koemelkallergie verdraagt koemelk weer rond de eerste verjaardag. De meeste andere kinderen groeien over hun koemelkallergie heen voordat ze vier à vijf jaar zijn. Mensen met een IgE-gemedieerde koemelkallergie zijn vaak ook allergisch voor geiten- en schapenmelk.
Als de baby met koemelkallergie ouder wordt, kan de koemelkallergie geheel verdwijnen. Helaas hoeft dit niet het geval te zijn. Er zijn ook mensen die dit hun hele leven houden.
Voor baby's met koemelkallergie die geen borstvoeding (meer) krijgen zijn er alternatieven als donormelk of kunstvoeding zonder koemelkbestanddelen. In gerechten kan koemelk afhankelijk van de leeftijd van het kind ook vervangen worden door rijstemelk, kokosmelk of sojamelk.

## Symptomen
De oorzaken van koemelkallergie zijn uiteenlopend. Eigenlijk kan ieder kind een koemelkallergie ontwikkelen. Ook de symptomen van koemelkallergie zijn heel verschillend. Daardoor is koemelkallergie soms lastig te herkennen. Onderstaande klachten kunnen duiden op koemelkallergie:
- Huidklachten (eczeem, pukkeltjes, huiduitslag)
- Maag- en/of darmproblemen (spugen, obstipatie, diarree, kramp)
- Lang en ontroostbaar huilen
- Onrustig en slecht slapen
- Vermoeidheid
- Luchtwegproblemen (piepende ademhaling, kortademigheid, hoesten, benauwdheid)
- Neusklachten (verstopte neus, loopneus, niesbuien)
- Oogklachten (rode en/of jeukende ogen)
- Groeiachterstand
- In het ergste geval kan er sprake zijn van een anafylactische shock